# تفاح أرجواني داكن
تفاح أرجواني داكن (الاسم العلمي:Malus atropurpurea) هو نوع غير مؤكد من النباتات يتبع جنس التفاح من الفصيلة الوردية.